# جاك ميلن
جاك ميلن (بالإنجليزية: Jack Milne)‏ هو متسابق دراجات نارية أمريكي، ولد في 14 يونيو 1907 في بوفالو في الولايات المتحدة، وتوفي في 15 ديسمبر 1995.